# Tribonijan
Tribonijan, Gaj (lat. Gaius Tribonianus), istočnorimski pravnik (rođ. Sida u pokrajini Pamfiliji, danas Eski Adalia u pokrajini Antaliji, Turska, 500. – um. Konstantinopol, 547.).

## Postignuća
Radio je kao odvjetnik u Konstantinopolu, i bio je jedan od najpoznatijih i najboljih pravnika svoga doba. Ubrzo je dospio do najviših položaja i do titule koja bi danas odgovarala zvanju ministra pravde, odnosno poziciji "magister sacri palatii".
Bio je glavni pravnik cara Justinijana I. Velikog, koji mu je 530. godine povjerio rad na kodifikaciji prava koje bi važilo za cijelu imperiju. Izradio je Justinijanov kodeks, a bio je vođa komisije za izradu Corpus iuris civillis; zbornika građanskog prava.
Najvažniji i najobimniji dio kodifikacije predstavlja Digesta (grčki Pandekta - hrv. "sveobuhvatno"), sadržana u pedeset kniga podjeljenih na naslove (tituluse) u okviru kojih su skupljeni fragmenti rimskih pravnika koji se odnose na te naslove (pravna pitanja). Ona je stupila na snagu 533. godine.

## Vanjske poveznice
- Tribonijan
- Tribonijan, Proleksis enciklopedija